# Java (kawa)
Java – rodzaj kawy produkowany na wyspie Jawa. Słowo to jest też slangowym określeniem kawy w Stanach Zjednoczonych. W Indonezji zwrot "Kopi Java" nie oznacza kawy jako takiej, a rodzaj mocnej, czarnej i bardzo słodkiej kawy podawanej z mielonymi ziarnami.